# OTO Melara

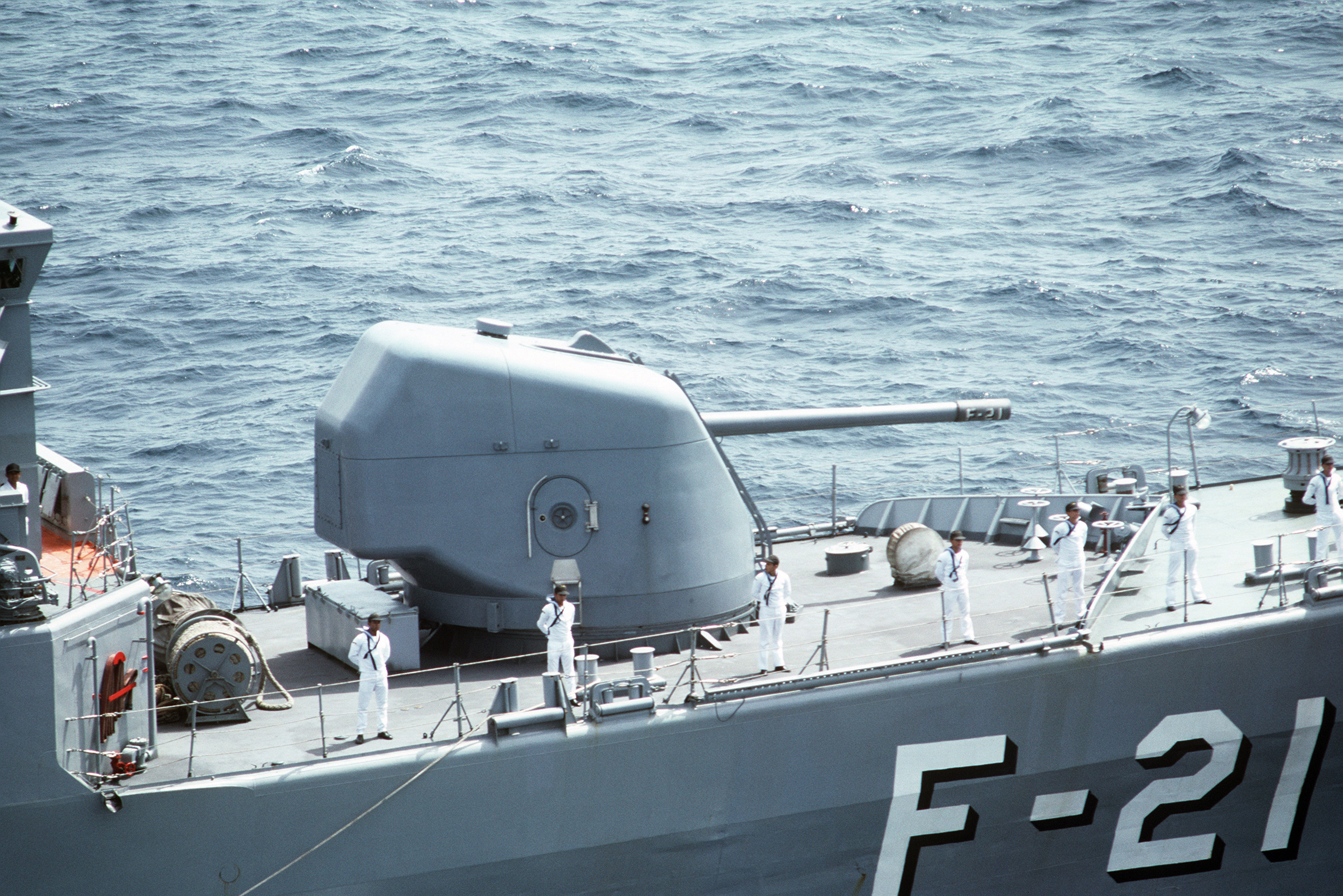
Námořní kanón OTO Melara (Otobreda) 127/64

OTO Melara je italská zbrojní firma s továrnami v Brescii a La Speziu. Vznikla v roce 1905 jako společný podnik britské firmy Vickers a italské Terni. Název OTO Melara nese od roku 1953. Od 1. ledna 2016 je součástí mnohonárodní korporace Leonardo S.p.A., dříve Leonardo-Finmeccanica.
Mezi nejznámější zbraně společnosti z období po druhé světové válce patří 105mm houfnice OTO Melara Mod 56, která se nachází ve službě v několika státech po celém světě, a 76mm kanón OTO Melara námořní kanón, který zařadilo do výzbroje 53 vojenských loďstev a je instalován na více než 1000 plavidlech.